# Dick Thornburgh
Richard Lewis Thornburgh, dit Dick Thornburgh, né le 16 juillet 1932 à Pittsburgh (Pennsylvanie) et mort le 31 décembre 2020 à Verona (Pennsylvanie), est un juriste et homme politique américain. 
Membre du Parti républicain, il est gouverneur de Pennsylvanie entre 1979 à 1987 puis procureur général entre 1985 et 1988 dans l'administration du président Ronald Reagan et celle de son successeur George H. W. Bush.

## Biographie
Thornburgh est né à Pittsburgh, Pennsylvanie, le 16 juillet 1932, le fils d'Alice (Sanborn) et de Charles Garland Thornburgh, un ingénieur. Thornburgh a fréquenté l'Académie Mercersburg puis l'Université Yale dont il a obtenu un diplôme d'ingénieur en 1954. Par la suite, il a obtenu un diplôme en droit de la faculté de droit de l'Université de Pittsburgh en 1957, où il a été rédacteur en chef de la Law Review. Il a par la suite reçu des diplômes honorifiques de 32 autres collèges et universités. Il a rejoint le cabinet d'avocats Kirkpatrick & Lockhart basé à Pittsburgh en 1959. [2]
Thornburgh a épousé Ginny Hooton et ils ont eu trois fils ensemble (John, David et Peter). Ginny Hooton a été tuée dans un accident de voiture en 1960 qui a laissé Peter, le plus jeune de leurs trois fils, avec une déficience physique et intellectuelle. [3] En 1963, Thornburgh s'est remarié à Ginny Judson, avec qui ils ont eu un autre fils, Bill, en 1966. Ginny (Judson) Thornburgh était une ancienne institutrice de New York, diplômée du Wheaton College de Norton, Massachusetts, et de la Harvard Graduate School de l'éducation. Défenseure des personnes handicapées depuis toujours, elle a été directrice de l'Initiative interconfessionnelle de l'Association américaine des personnes handicapées, basée à Washington, DC, et a co-écrit et édité "That All May Worship", un manuel primé pour les congrégations religieuses qui travaillent pour inclure les personnes avec tous les types de handicap. Elle a reçu le prix Hubert H. Humphrey pour les droits civiques de la Conférence du leadership sur les droits civils en avril 2005.
Les Thornburgh ont quatre fils (John, David, Peter et Bill), six petits-enfants, quatre arrière-petites-filles et un arrière-petit-fils. En tant que parents d'un fils handicapé, ils ont porté un intérêt particulier aux besoins des personnes handicapées et, avec leur fils Peter, ont été nommés «Famille de l'année». Ginny et Dick Thornburgh ont tous deux été conférenciers invités à la Conférence du Vatican sur les handicaps qui s'est tenue à Rome en novembre 1992, et ont été co-récipiendaires en 2003 du prix Henry B.Betts, dont le produit a été utilisé pour créer la Droit et politique du handicap à l'Université de Pittsburgh. En tant que procureur général des États-Unis, Thornburgh a joué un rôle de premier plan dans la promulgation de l'Americans with Disabilities Act. En 2002, Thornburgh a reçu le prix Wiley E. Branton du Washington Lawyers 'Committee for Civil Rights and Urban Affairs en reconnaissance de son «engagement envers les droits civils des personnes handicapées».